# Font d'ions

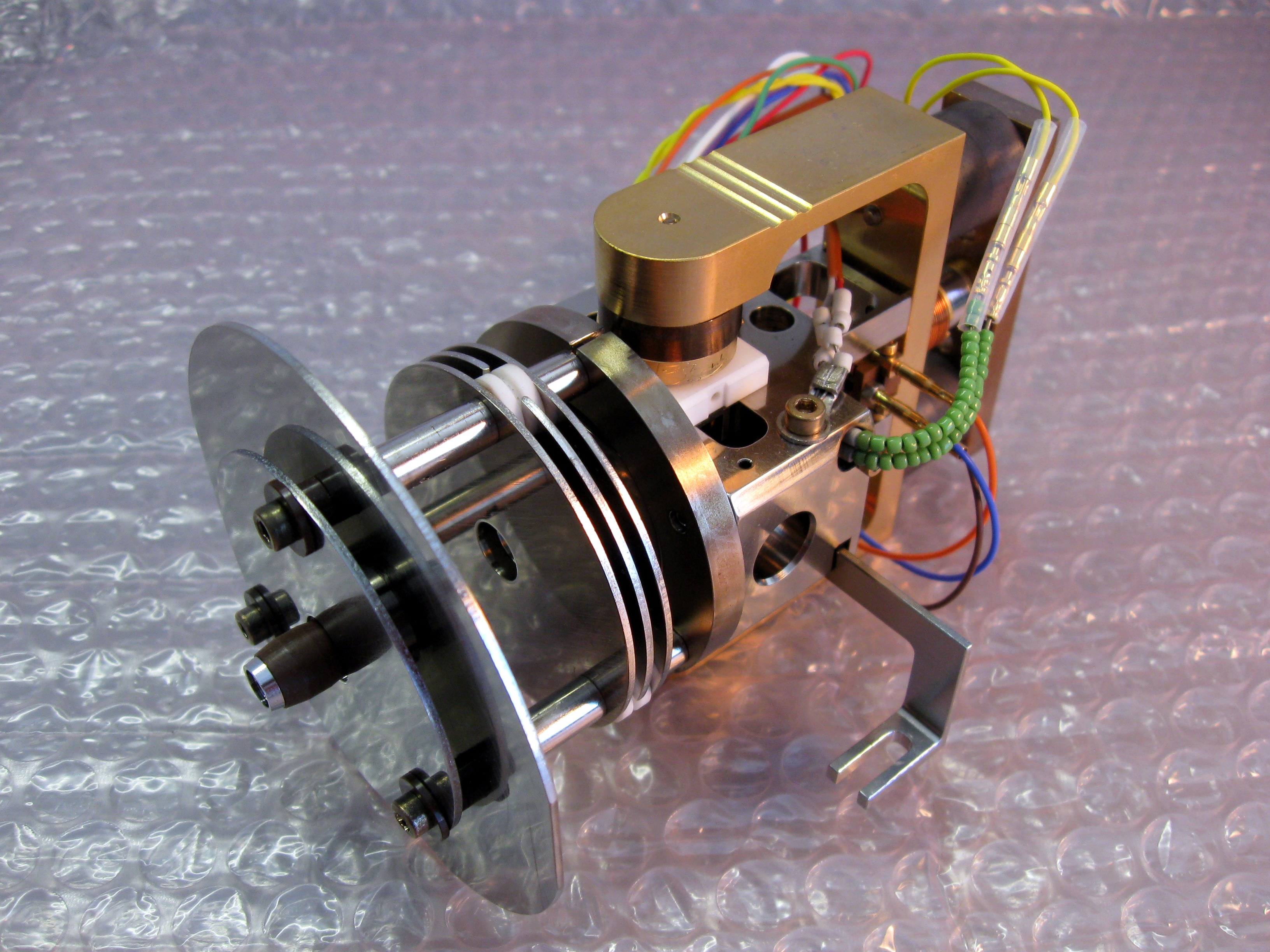
Font d'ions EI/CI de l'espectròmetre de masses

Una font d'ions és un dispositiu que crea ions atòmics i moleculars. Les fonts d'ions s'utilitzen per formar ions per a espectròmetres de masses, espectròmetres d'emissió òptica, acceleradors de partícules, implantadors d'ions i motors iònics.

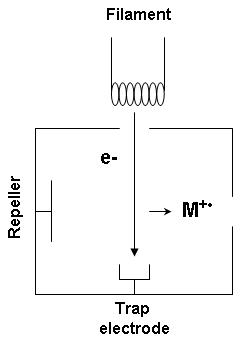
Esquema de la font d'ionització d'electrons

## Ionització electrònica
La ionització d'electrons s'utilitza àmpliament en espectrometria de masses, especialment per a molècules orgàniques. La reacció en fase gasosa que produeix ionització electrònica és
{\displaystyle {\ce {M{}+e^{-}->M^{+\bullet }{}+2e^{-}}}}
on M és l'àtom o la molècula que s'ionitza, {\displaystyle {\ce {M^{+\bullet }}}} és l'ió resultant.
Els electrons es poden crear per una descàrrega d'arc entre un càtode i un ànode.
Una font d'ions de feix d'electrons (EBIS) s'utilitza en física atòmica per produir ions altament carregats bombardejant els àtoms amb un potent feix d'electrons. El seu principi de funcionament és compartit per la trampa d'ions del feix d'electrons.

### Ionització per captura d'electrons
La ionització per captura d'electrons (ECI) és la ionització d'un àtom o molècula en fase gasosa mitjançant la unió d'un electró per crear un ió de la forma A −•. La reacció és
{\displaystyle {\ce {A + e^- ->[M] A^-}}}
on la M sobre la fletxa indica que per conservar l'energia i la quantitat de moviment es necessita un tercer cos (la molecularitat de la reacció és tres).
La captura d'electrons es pot utilitzar juntament amb la ionització química.
En alguns sistemes de cromatografia de gasos s'utilitza un detector de captura d'electrons.

## Ionització química
La ionització química (CI) és un procés d'energia més baixa que la ionització d'electrons perquè implica reaccions d'ions/molècules en lloc de l'eliminació d'electrons. La menor energia produeix menys fragmentació, i normalment un espectre més simple. Un espectre CI típic té un ió molecular fàcilment identificable.
En un experiment CI, els ions es produeixen mitjançant la col·lisió de l'analit amb ions d'un gas reactiu a la font d'ions. Alguns gasos reactius comuns inclouen: metà, amoníac i isobutà. Dins de la font d'ions, el gas reactiu està present en gran excés en comparació amb l'analit. Els electrons que entren a la font ionitzaran preferentment el gas reactiu. Les col·lisions resultants amb altres molècules de gas reactiu crearan un plasma d'ionització. Els ions positius i negatius de l'analit es formen per reaccions amb aquest plasma. Per exemple, la protonació es produeix per

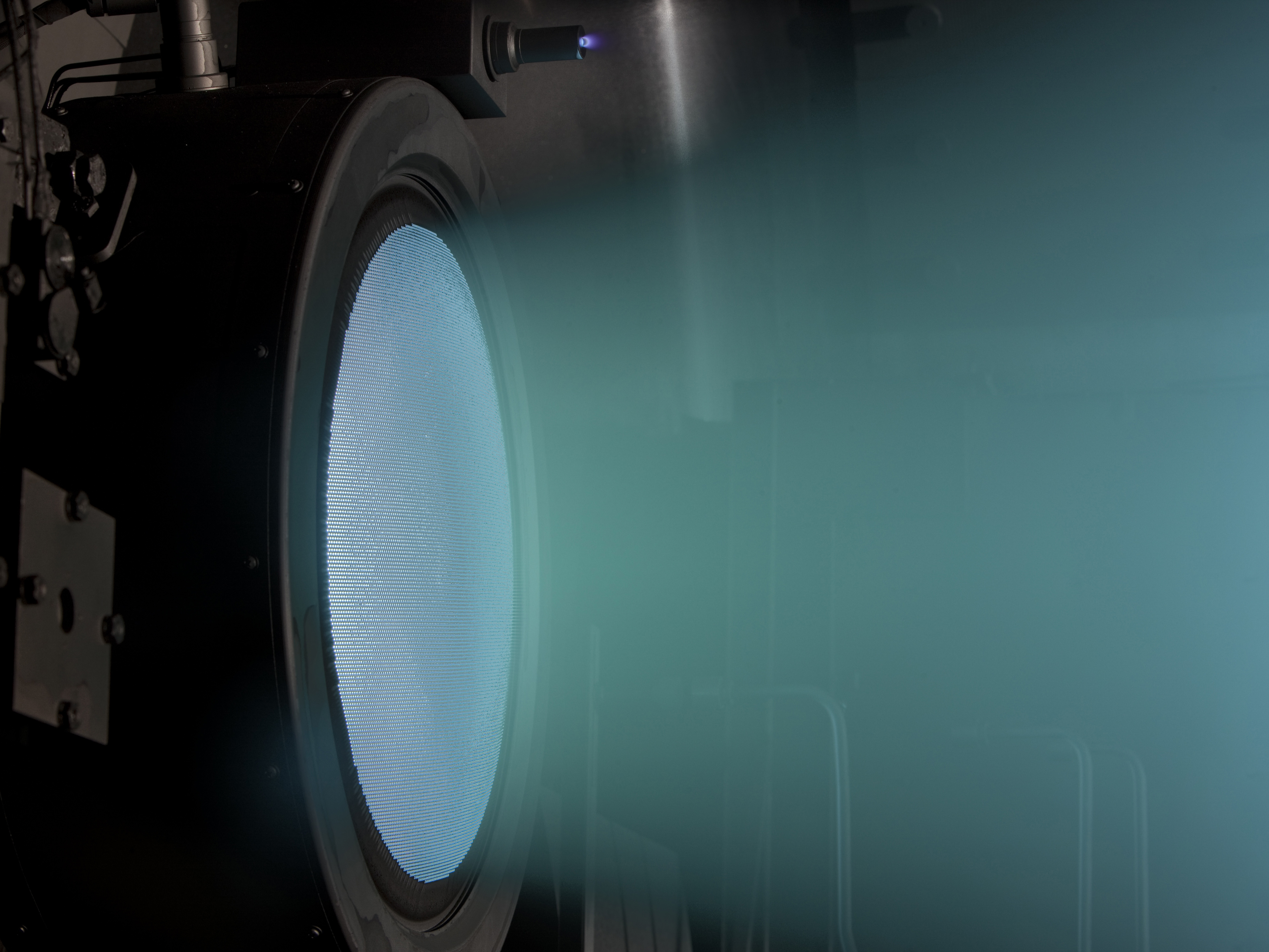
El sistema de propulsió de naus espacials NEXT (impulsor d'ions) de la NASA

{\displaystyle {\ce {CH4 + e^- -> CH4+ + 2e^-}}}
{\displaystyle {\ce {CH4 + CH4+ -> CH5+ + CH3}}}
{\displaystyle {\ce {M + CH5+ -> CH4 + [M + H]+}}}